# Sociologie aux États-Unis
La sociologie aux États-Unis est la sociologie produites par les chercheurs en sciences sociales aux États-Unis.

## Histoire
L'École de Chicago (sociologie), notamment, a influencé la sociologie.
Depuis une trentaine d'années la sociologie contemporaine américaine s'est tournée vers l'analyse de réseaux, avec Harrison C White et l'approche interactionisme structurale.

## Institutions
L'association américaine de sociologie a été fondée en 1905 et publie une revue : American Sociological Review.  Il existe aussi le American Journal of Sociology, depuis 1895

## Sociologie sur la sociologie aux États-Unis
Nicolas Herpin et Nicolas Jonas ont cherché à savoir comment la société américaine était analysée par les sociologues aux États-Unis afin de dégager des grandes approches de la sociologie aux États-Unis et de montrer la pertinence de ces approches pour la sociologie contemporaine. Angèle Christin et Étienne Ollion abondent dans le même sens en présentant les profondes transformations qui se sont produites en sociologie aux États-Unis dans les dernières décennies, afin de mieux faire connaître des orientations moins connues en France